# Premier Division de la Liga de Irlanda 2024
La Premier Division de la Liga de Irlanda 2024 fue la 104.ª temporada de la Premier Division. La temporada comenzó el 16 de febrero de 2024 y finalizó el 1 de noviembre del mismo año. El campeón defensor del título es el Shamrock Rovers.

## Sistema de competición
Los 10 equipos participantes jugaron entre sí todos contra todos cuatro veces totalizando 36 partidos cada uno. Al término de la jornada 36, el primer clasificado fue el campeón y consiguió un cupo para la primera ronda de la Liga de Campeones 2025-26, mientras que el segundo y tercer clasificado obtuvieron un cupo para la primera ronda de la  Liga Europa Conferencia 2025-26. Por otro lado, el último clasificado descendió a la Primera División 2025, mientras que el penúltimo clasificado jugará el Play-off de relegación contra el ganador de la primera ronda de play-offs de la Primera División 2024, para determinar cual de los equipos jugará en la Premier Division 2025.
Un tercer cupo para la segunda ronda de la Liga Europa Conferencia 2025-26 fue asignado al campeón de la Copa de Irlanda.

## Ascensos y descensos
| Pos. | de la Premier División 2023 |
| ---- | --------------------------- |
| 9.º  | Cork City                   |
| 10.º | UCD                         |

| Pos. | de la Primera División de Irlanda 2023 |
| ---- | -------------------------------------- |
| 1.º  | Galway United                          |
| 2.º  | Waterford                              |

## Equipos participantes
| Club                  | Ciudad              | Entrenador       | Estadio           | Capacidad |
| --------------------- | ------------------- | ---------------- | ----------------- | --------- |
| Bohemian              | Dublín              | Alan Reynolds    | Dalymount Park    | 7000      |
| Derry City            | Derry (I.N.)        | Ruaidhrí Higgins | Brandywell        | 7500      |
| Drogheda United       | Drogheda            | Kevin Doherty    | United Park       | 2000      |
| Dundalk               | Dundalk             | Jon Daly         | Oriel Park        | 5500      |
| Galway United         | Galway              | John Caulfield   | Eamonn Deacy Park | 4300      |
| Shamrock Rovers       | Dublín              | Stephen Bradley  | Tallaght Stadium  | 8600      |
| Shelbourne            | Dublín (Drumcondra) | Damien Duff      | Tolka Park        | 3600      |
| Sligo Rovers          | Sligo               | John Russell     | The Showgrounds   | 5500      |
| St Patrick's Athletic | Dublín              | Stephen Kenny    | Richmond Park     | 5340      |
| Waterford             | Waterford           | Keith Long       | Waterford RSC     | 5160      |

## Localización
| Condado de Dublín         | 4 | Bohemian, Shamrock Rovers, St Patrick's Athletic, Shelbourne | Derry City Drogheda United Dublin Dundalk Galway United Waterford Sligo Rovers Equipos en Dublín · Bohemians · Shamrock Rovers · St Patrick's Athletic · Shelbourne |
| Condado de Louth          | 2 | Dundalk, Drogheda United                                     | Derry City Drogheda United Dublin Dundalk Galway United Waterford Sligo Rovers Equipos en Dublín · Bohemians · Shamrock Rovers · St Patrick's Athletic · Shelbourne |
| Derry and Strabane (I.N.) | 1 | Derry City                                                   | Derry City Drogheda United Dublin Dundalk Galway United Waterford Sligo Rovers Equipos en Dublín · Bohemians · Shamrock Rovers · St Patrick's Athletic · Shelbourne |
| Galway                    | 1 | Galway United                                                | Derry City Drogheda United Dublin Dundalk Galway United Waterford Sligo Rovers Equipos en Dublín · Bohemians · Shamrock Rovers · St Patrick's Athletic · Shelbourne |
| Sligo                     | 1 | Sligo Rovers                                                 | Derry City Drogheda United Dublin Dundalk Galway United Waterford Sligo Rovers Equipos en Dublín · Bohemians · Shamrock Rovers · St Patrick's Athletic · Shelbourne |
| Waterford                 | 1 | Waterford                                                    | Derry City Drogheda United Dublin Dundalk Galway United Waterford Sligo Rovers Equipos en Dublín · Bohemians · Shamrock Rovers · St Patrick's Athletic · Shelbourne |

## Tabla de posiciones
| Pos. | Equipo                | Pts. | PJ | G  | E  | P  | GF | GC | Dif. | Clasificación 2025                                  |
| ---- | --------------------- | ---- | -- | -- | -- | -- | -- | -- | ---- | --------------------------------------------------- |
| 1    | Shelbourne (C)        | 63   | 36 | 17 | 12 | 7  | 40 | 27 | +13  | Primera fase clasificatoria de la Liga de Campeones |
| 2    | Shamrock Rovers       | 61   | 36 | 17 | 10 | 9  | 50 | 35 | +15  | Primera fase clasificatoria de la Liga Conferencia  |
| 3    | St Patrick's Athletic | 59   | 36 | 17 | 8  | 11 | 51 | 37 | +14  | Primera fase clasificatoria de la Liga Conferencia  |
| 4    | Derry City            | 55   | 36 | 14 | 13 | 9  | 48 | 31 | +17  |                                                     |
| 5    | Galway United         | 52   | 36 | 13 | 13 | 10 | 33 | 29 | +4   |                                                     |
| 6    | Sligo Rovers          | 49   | 36 | 13 | 10 | 13 | 40 | 51 | −11  |                                                     |
| 7    | Waterford             | 45   | 36 | 13 | 6  | 17 | 43 | 47 | −4   |                                                     |
| 8    | Bohemians             | 42   | 36 | 10 | 12 | 14 | 39 | 43 | −4   |                                                     |
| 9    | Drogheda United (O)   | 34   | 36 | 7  | 13 | 16 | 41 | 58 | −17  | Segunda fase clasificatoria de la Liga Conferencia  |
| 10   | Dundalk (D)           | 26   | 36 | 5  | 11 | 20 | 23 | 50 | −27  | Descendido a la FAI First Division 2025             |

Actualizado a los partidos jugados el 1 de noviembre de 2024.
 Fuente: SSE Airtricity League, Soccerway

## Resultados
| Local \ Visitante     | BOH | DER | DRO | DUN | GAL | STP | SHM | SHE | SLI | WAT |
| --------------------- | --- | --- | --- | --- | --- | --- | --- | --- | --- | --- |
| Bohemians             |     | 2–1 | 1–0 | 1–0 | 0–1 | 2–2 | 1–1 | 0–2 | 2–2 | 0–1 |
| Derry City            | 1–0 |     | 2–1 | 4–1 | 0–1 | 2–1 | 1–3 | 1–1 | 2–2 | 3–0 |
| Drogheda United       | 2–1 | 2–2 |     | 2–1 | 2–3 | 0–0 | 0–2 | 2–2 | 3–1 | 1–4 |
| Dundalk               | 2–0 | 0–0 | 0–0 |     | 0–2 | 0–0 | 1–0 | 0–0 | 0–5 | 0–0 |
| Galway United         | 0–2 | 0–0 | 0–0 | 2–0 |     | 0–1 | 0–1 | 1–0 | 0–0 | 2–1 |
| St Patrick's Athletic | 0–1 | 0–1 | 1–0 | 1–0 | 2–1 |     | 2–1 | 1–2 | 3–0 | 1–1 |
| Shamrock Rovers       | 3–1 | 2–2 | 4–0 | 1–1 | 1–1 | 2–2 |     | 0–2 | 3–0 | 1–3 |
| Shelbourne            | 1–2 | 0–0 | 1–1 | 2–1 | 1–0 | 1–0 | 2–1 |     | 1–2 | 1–0 |
| Sligo Rovers          | 0–3 | 0–0 | 3–1 | 1–1 | 0–0 | 1–0 | 0–0 | 0–1 |     | 0–1 |
| Waterford             | 2–1 | 0–2 | 4–2 | 4–1 | 0–0 | 3–1 | 1–2 | 1–1 | 0–1 |     |

| Local \ Visitante     | BOH | DER | DRO | DUN | GAL | STP | SHM | SHE | SLI | WAT |
| --------------------- | --- | --- | --- | --- | --- | --- | --- | --- | --- | --- |
| Bohemians             |     | 1–2 | 0–1 | 1–1 | 1–1 | 1–3 | 2–1 | 1–1 | 0–2 | 2–3 |
| Derry City            | 1–1 |     | 5–1 | 1–1 | 2–0 | 3–1 | 1–1 | 0–1 | 1–1 | 3–0 |
| Drogheda United       | 2–2 | 2–1 |     | 0–0 | 0–0 | 0–0 | 0–1 | 1–1 | 7–0 | 2–0 |
| Dundalk               | 0–2 | 0–2 | 4–2 |     | 0–2 | 1–2 | 0–1 | 0–1 | 1–0 | 0–2 |
| Galway United         | 1–1 | 1–0 | 3–0 | 1–1 |     | 1–1 | 1–2 | 1–0 | 2–2 | 1–0 |
| St Patrick's Athletic | 0–0 | 1–0 | 4–1 | 2–3 | 2–1 |     | 2–1 | 1–2 | 3–2 | 3–0 |
| Shamrock Rovers       | 1–0 | 1–0 | 1–1 | 1–0 | 1–1 | 0–3 |     | 2–0 | 4–0 | 2–1 |
| Shelbourne            | 1–1 | 0–0 | 2–1 | 1–0 | 2–0 | 2–3 | 0–0 |     | 0–0 | 3–1 |
| Sligo Rovers          | 0–2 | 2–1 | 2–1 | 2–1 | 2–0 | 0–2 | 2–0 | 2–1 |     | 2–0 |
| Waterford             | 1–1 | 0–1 | 0–0 | 2–1 | 1–2 | 1–0 | 1–2 | 0–1 | 4–1 |     |

## Promoción por la permanencia

### Cuadro de desarrollo
|  | Semifinales 1ª Div.                                        | Semifinales 1ª Div.                                        | Semifinales 1ª Div.                                        | Semifinales 1ª Div.                                        | Semifinales 1ª Div.                                        |   |   | Final 1ª Div.          | Final 1ª Div.          | Final 1ª Div.          |  |   | Final Ascenso/Descenso  | Final Ascenso/Descenso  | Final Ascenso/Descenso  |  |
|  | 24 de octubre de 2024 (ida) 28 de octubre de 2024 (vuelta) | 24 de octubre de 2024 (ida) 28 de octubre de 2024 (vuelta) | 24 de octubre de 2024 (ida) 28 de octubre de 2024 (vuelta) | 24 de octubre de 2024 (ida) 28 de octubre de 2024 (vuelta) | 24 de octubre de 2024 (ida) 28 de octubre de 2024 (vuelta) |   |   | 2 de noviembre de 2024 | 2 de noviembre de 2024 | 2 de noviembre de 2024 |  |   | 16 de noviembre de 2024 | 16 de noviembre de 2024 | 16 de noviembre de 2024 |  |
|  |                                                            |                                                            |                                                            |                                                            |                                                            |   |   |                        |                        |                        |  |   |                         |                         |                         |  |
|  |                                                            |                                                            |                                                            |                                                            |                                                            |   |   |                        |                        |                        |  |   |                         |                         |                         |  |
|  | 3                                                          | Wexford                                                    | 0                                                          | 0                                                          | 0                                                          |   |   |                        |                        |                        |  |   |                         |                         |                         |  |
|  | 3                                                          | Wexford                                                    | 0                                                          | 0                                                          | 0                                                          |   |   |                        |                        |                        |  |   |                         |                         |                         |  |
|  | 4                                                          | Athlone Town                                               | 1                                                          | 0                                                          | 1                                                          |   |   |                        |                        |                        |  |   |                         |                         |                         |  |
|  | 4                                                          | Athlone Town                                               | 1                                                          | 0                                                          | 1                                                          |   | 4 | Athlone Town           | 2 (2)                  |                        |  |   |                         |                         |                         |  |
|  |                                                            |                                                            |                                                            |                                                            |                                                            |   | 4 | Athlone Town           | 2 (2)                  |                        |  |   |                         |                         |                         |  |
|  |                                                            |                                                            | 5                                                          | Bray Wanderers                                             | 2 (4)                                                      |   |   |                        |                        |                        |  |   |                         |                         |                         |  |
|  | 2                                                          | UCD                                                        | 5                                                          | Bray Wanderers                                             | 2 (4)                                                      | 0 | 1 | 1                      |                        |                        |  |   |                         |                         |                         |  |
|  | 2                                                          | UCD                                                        |                                                            |                                                            |                                                            |   |   | 1                      |                        |                        |  |   |                         |                         |                         |  |
|  | 5                                                          | Bray Wanderers                                             | 2                                                          | 0                                                          | 2                                                          |   |   |                        |                        |                        |  |   |                         |                         |                         |  |
|  | 5                                                          | Bray Wanderers                                             | 2                                                          | 0                                                          | 2                                                          |   |   |                        |                        |                        |  | 9 | Drogheda United         | 3                       |                         |  |
|  |                                                            |                                                            |                                                            |                                                            |                                                            |   |   |                        |                        |                        |  | 9 | Drogheda United         | 3                       |                         |  |
|  |                                                            |                                                            | 5                                                          | Bray Wanderers                                             | 1                                                          |   |   |                        |                        |                        |  |   |                         |                         |                         |  |
|  |                                                            |                                                            | 5                                                          | Bray Wanderers                                             | 1                                                          |   |   |                        |                        |                        |  |   |                         |                         |                         |  |
|  |                                                            |                                                            |                                                            |                                                            |                                                            |   |   |                        |                        |                        |  |   |                         |                         |                         |  |
|  |                                                            |                                                            |                                                            |                                                            |                                                            |   |   |                        |                        |                        |  |   |                         |                         |                         |  |
|  |                                                            |                                                            |                                                            |                                                            |                                                            |   |   |                        |                        |                        |  |   |                         |                         |                         |  |
|  |                                                            |                                                            |                                                            |                                                            |                                                            |   |   |                        |                        |                        |  |   |                         |                         |                         |  |
|  |                                                            |                                                            |                                                            |                                                            |                                                            |   |   |                        |                        |                        |  |   |                         |                         |                         |  |
|  |                                                            |                                                            |                                                            |                                                            |                                                            |   |   |                        |                        |                        |  |   |                         |                         |                         |  |
|  |                                                            |                                                            |                                                            |                                                            |                                                            |   |   |                        |                        |                        |  |   |                         |                         |                         |  |
|  |                                                            |                                                            |                                                            |                                                            |                                                            |   |   |                        |                        |                        |  |   |                         |                         |                         |  |
|  |                                                            |                                                            |                                                            |                                                            |                                                            |   |   |                        |                        |                        |  |   |                         |                         |                         |  |
|  |                                                            |                                                            |                                                            |                                                            |                                                            |   |   |                        |                        |                        |  |   |                         |                         |                         |  |

## Goleadores
Actualizado el 1 de noviembre de 2024.
| Pos. | Jugador        | Equipo          | Goles |
| ---- | -------------- | --------------- | ----- |
| 1    | Patrick Hoban  | Derry City      | 14    |
| 1    | Pádraig Amond  | Waterford       | 14    |
| 3    | Johnny Kenny   | Shamrock Rovers | 12    |
| 4    | Frantz Pierrot | Drogheda United | 10    |
| 4    | Seán Boyd      | Shelbourne      | 10    |